# پاپزشکی

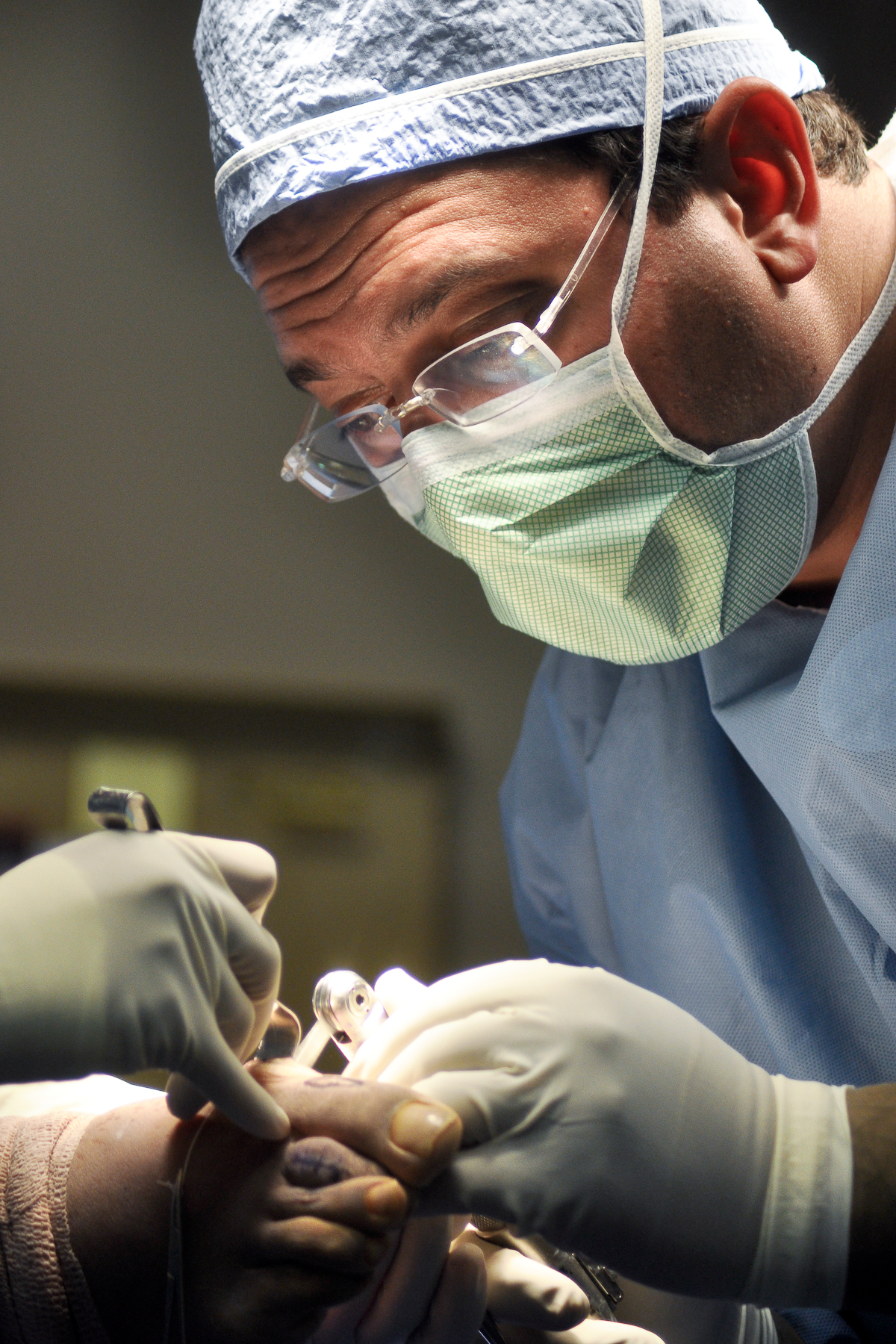
یک پاپزشک درحال عمل جراحی

پاپزشکی یا پودیاتری (به انگلیسی: Podiatry) یکی از تخصص‌های پزشکی است که در مورد بررسی، تشخیص و درمان مشکلات پا بحث می‌کند. این علم برخلاف رشته‌های مکمل مثل کایروپرکتیک یا طب گیاهی، جزو علوم پزشکی بر پایه شواهد محسوب می‌شود. تمام درمان‌ها و رویکردهای این علم منطبق با اصول پزشکی، شواهد علمی و یافته‌های تحقیقات است. به پزشک یا درمانگری که در این رشته فعالیت می‌کند پاپزشک می‌گویند.

## تاریخچه
اولین نشانه‌های وجود توصیه و روش درمانی برای مراقبت و درمان بیماری‌های پا به حدود ۲ هزار و ۴۰۰ سال قبل از میلاد مسیح و در کتیبه‌های مصر باستان بازمی‌گردد. از آن زمان به بعد هم بسیاری از پزشکان و حکمای غرب و شرق در دست نوشته‌های خود به انواع روش‌های درمانی بیماری‌های پا مثل میخچه، شکستگی پا اشاره کرده‌اند. در این مسیر شاید مهمترین اتفاق استخدام یک پزشک برای مراقبت از پای ناپلئون بناپارت باشد. اما بالاخره برای اولین بار در اوایل قرن بیستم و در آمریکا واژه پاپزشکی به کار رفت.

## شرح وظایف
امروزه متخصص پاپزشکی یا همان پاپزشک کسی است که کلیه بیماری‌ها و عواملی که سلامت کف پا، مچ پا و اندام تحتانی را تحت تأثیر قرار می‌دهد، به او مربوط می‌شود.
اولین روزهایی که چنین تخصصی ایجاد شد، تنها راهنمایی بیماران مد نظر بود تا بتوانند از درمان‌های موجود آن زمان بهترین و بیشترین استفاده را ببرند. اما امروزه یک پاپزشک خود درمان‌های مختلف مانند فیزیوتراپی، نگهداری و مراقبت از پای بیماران دیابتی، زخم پای دیابت، اصلاح حرکات پا، تجویز دارو یا جراحی پا اعم از بافت نرم (تاندون، عضلات، لیگامانها) یا استخوان را انجام می‌دهد. پیشرفت این علم به حدی بوده که از ابتدای سال ۲۰۱۱، انجمن پزشکی پاپزشکی آمریکا بسیج عمومی برای آموزش همگانی عمومی مردم، دانشجویان پزشکی و متخصصان پاپزشکی را شروع کرده‌است.
با این که اکنون پاپزشکی یکی از علوم روز دنیا محسوب می‌شود اما همه کشورهای دنیا این تخصص پزشکی را ندارند. پاپزشکی تنها در کشورهایی چون استرالیا، کانادا، آمریکا، بریتانیا، ایتالیا، ایرلند، نیوزلند، آفریقای جنوبی، سنگاپور، برونئی وقبرس به عنوان یک تخصص پزشکی وجود دارد.
خود رشتهٔ پاپزشکی می‌تواند به زیرشاخه‌های تخصصی دیگری تقسیم شود و یک پاپزشک بر درمان بیماریهای خاصی متمرکز شود. مثلاً یک پاپزشک صرفاً بر روی مراقبت از پای بیماران دیابتی کار کند، یا روی ناهنجاریهای پای اطفال، پزشکی ورزشی، بیماریهای روماتولوژی، پوست، طب سالمندان، و غیره متمرکز شود.

## علت مراجعه به پاپزشک
بیماران معمولاً به یکی از دلایل زیر به مراکز پاپزشکی مراجعه می‌کنند:
1. صافی کف پا که اصولاً یک اختلال محسوب می‌شود تا یک بیماری، در صورت عدم رسیدگی و اصلاح کف پا منجر به تغییر آناتومی یا سایر اختلالات در پا و آرتروز زودرس زانو یا حتی کمردرد می‌گردد.
2. بیماریهای پوستی در پا شامل عفونت‌های قارچی، میخچه، زگیل و بیماریهای ناخن و …
3. توصیه برای کفش یا کفی کفش مناسب و مخصوص هر پا
4. دردهای مزمن در کف پا که شایع‌ترین آن خارپاشنه است.
5. زخمهای مقاوم به درمان در بیماران دیابتی، بیماران عروقی و حتی مصرف طولانی سیگار و …
6. عوارض و تظاهرات بیماری‌های سیستمیک مانند نقرس که با تورم و التهاب مفصل شست مراجعه می‌کنند.
7. بدشکلی و مشکلات آناتومی یا حرکتی در پا[۳]

## تخصصی برای پا
در برخی کشورها مثل استرالیا، پاپزشکی هم می‌تواند یکی از شاخه‌های پیراپزشکی بوده و هم می‌تواند یکی از تخصص‌های رشته پزشکی باشد.
در این کشور، کارشناسان پاپزشکی در یک دوره تحصیلی کارشناسی تربیت می‌شوند. اما پاپزشک‌ها کسانی هستند که پس از گذراندن دوره پزشکی عمومی وارد دوره تخصصی پزشکی و جراحی پاپزشکی می‌شوند. پزشکان متخصص پاپزشکی در استرالیا می‌توانند هم برای بیماری‌های پا دارو تجویز کنند و هم جراحی.
اما در برخی کشورها مثل آمریکا، امور مربوط به بیماری‌های پا مربوط به دو گروه از پزشکان است:
- گروه اول پزشکان متخصص پاپزشکی
- گروه دوم پزشکان متخصص ارتوپدی.

در آمریکا پس از یک لیسانس مرتبط با حوزه پزشکی، داوطلبان پزشکی پاپزشکی مثل داوطلبان پزشکی عمومی وارد دانشکده پزشکی پاپزشکی می‌شوند.
در کانادا فقط یک مؤسسه در استان اونتاریو به عنوان تنها مؤسسه آموزشی پاپزشکی انگلیسی زبان به نام انستیتو میچنر وجود دارد که دورهٔ سه ساله‌ای به نام کایروپدی Chiropody ارائه می‌دهد. به همین دلیل متخصصین درمان بیماریهای پا در اونتاریو به نام کایروپدیست Chiropodist شناخته می‌شوند. در این کالج میچنر، متقاضی باید حداقل یک لیسانس مرتبط برای پذیرش در این رشته داشته باشد.

## دوره تخصصی
دوره دکترای پزشکی پاپزشکی حدود ۴ سال به طول می‌انجامد و به عبارت دیگر طول دوره تحصیل آن درست هم اندازه دوران تحصیل پزشکی بوده و ۸ سال است. پس از پایان دوران عمومی پزشکی پاپزشکی، داوطلبان وارد دوره ۲ تا ۳ ساله تخصص پزشکی و جراحی پاپزشکی می‌شوند. در این دوره، پزشکان علاوه بر کسب دانش، به‌طور مستقیم با بیماران مبتلا به بیماری‌های پا سر و کار دارند و می‌توانند برای آن‌ها دارو تجویز کرده یا پای آن‌ها را جراحی کنند. پس از گذراندن دوره تخصص پزشکی و جراحی پاپزشکی، پزشکان متخصص پا یا پاپزشک می‌شوند. پس از دوره تخصص پاپزشکی حتی دوره‌های فلوشیپ هم وجود دارد و یک پاپزشک می‌تواند فلوشیپ مراقبت از پای دیابتی، فلوشیپ ضربه‌های پا یا فلوشیپ جراحی با تهاجم حداقل شود.

### جای پای مهم
در کشورهایی که تخصص پاپزشکی وجود دارند، بیماران برای مشکلات مربوط به پای خود را به پاپزشک مراجعه می‌کنند. حتی بیمارانی که مبتلا به بیماری‌های مزمنی مثل دیابت هستند که به مراقبت و کنترل درازمدت پا دارد، به صورت منظم برای ویزیت‌های دوره‌ای به پاپزشک مراجعه می‌کنند. این بیماران حتی کفش خود را زیر نظر پزشکان متخصص پاپزشکی تهیه می‌کنند. تخصص پاپزشکی آنقدر در این کشورها اهمیت دارد که بسیاری از خدمات پیشگیری و درمانی آن تحت پوشش و حمایت بیمه است.
امروزه آنقدر تخصص پا اهمیت پیدا کرده که علاوه بر دوره پزشکی عمومی پاپزشکی و تخصص آن، دوره‌های فوق تخصصی پاپزشکی هم دارد.